# Krung Thai Bank F.C.
Krung Thai Bank Football Club (tiếng Thái: สโมสรฟุตบอลธนาคารกรุงไทย) là một câu lạc bộ bóng đá chuyên nghiệp Thái Lan có trụ sở tại Bangkok.

## Lịch sử
Krung Thai Bank F.C. là một câu lạc bộ bóng đá từ trung tâm Bangkok được thành lập bởi Ngân hàng Krung Thai, PCL. vào năm 1977. Ngân hàng Krung Thai chính thức rút khỏi làng bóng đá Thái Lan vào tháng 1 năm 2009 sau khi được mua lại bởi Bangkok Glass F.C. Mặc dù bán hết tư cách ở Giải bóng đá vô địch quốc gia Thái Lan của họ cho BG FC Sport, Ngân hàng Krung Thai vẫn tham dự Cup Nữ hoàng 2009.

## Sân vận động
KTB đã sử dụng sân vận động Chulalongkorn University Stadium. Sân này có sức chứa khoảng 20.000 khán giả, nhưng trong chiến dịch AFC Champions League 2008 của họ, họ đã thu hút 2.000 cổ động viên đến xem cuộc đụng độ mở màn của họ chống lại đối thủ Kashima Antlers của Nhật Bản. Nhưng trong suốt phần còn lại của giải đấu, họ chỉ thu hút được hơn 500 người hâm mộ, không đủ số lượng cổ động viên quy tắc của AFC. Đây là một trong những lý do khiến AFC giảm số lượng câu lạc bộ Thái Lan được tham dự Champions League, do tỷ lệ tham dự kém và thiếu quảng bá cho Champions League và các trận bóng đá trong nước.

## Trang phục

### Sân nhà
| 2009–2010 |

### Sân khách
| 2009–2010 |

## Sân vận động và địa điểm
| Tọa độ                                            | Vị trí  | Sân vận động                            | Sức chứa | Năm       |
| ------------------------------------------------- | ------- | --------------------------------------- | -------- | --------- |
| 13°44′15″B 100°31′31″Đ / 13,737445°B 100,525377°Đ | Bangkok | Chulalongkorn University Sports Stadium | 20,000   | 2007-2008 |

## Các kết quả

### Kỷ lục giải đấu trong nước 1996–2008
| Mùa giải                        | Số trận | Thắng | Hoà | Thua | GF | GA | GD  | PTS | Vị trí cuối cùng | Chú thích                                              |
| ------------------------------- | ------- | ----- | --- | ---- | -- | -- | --- | --- | ---------------- | ------------------------------------------------------ |
| Thai Premier League 2008        | 30      | 13    | 7   | 10   | 47 | 36 | +11 | 46  | 6th              | AFC Champions League Group Stage, Club folded          |
| Thai Premier League 2007        | 30      | 15    | 9   | 6    | 40 | 24 | +16 | 54  | 2nd              |                                                        |
| Thai Premier League 2006        | 22      | 5     | 10  | 7    | 22 | 26 | −4  | 25  | 9th              | Queen's Cup Runner Up                                  |
| Thai Premier League 2004/05     | 18      | 6     | 7   | 5    | 24 | 24 | 0   | 25  | 5th              | AFC Champions League Group Stage                       |
| Thai Premier League 2003/04     | 18      | 12    | 2   | 4    | 33 | 18 | +15 | 38  | Champions        | Kor Royal Cup Winner, AFC Champions League Group Stage |
| Thai Premier League 2002/03     | 18      | 10    | 6   | 2    | 29 | 15 | +14 | 36  | Champions        | Kor Royal Cup Winner                                   |
| Thai Premier League 2001/02     | 22      | 7     | 7   | 8    | 23 | 23 | 0   | 28  | 7th              |                                                        |
| Thai Premier League 2000        | 22      | 6     | 3   | 13   | 21 | 40 | −19 | 21  | 10th             |                                                        |
| Thai Premier League 1999        | 22      | 5     | 10  | 7    | 28 | 32 | −4  | 25  | 10th             |                                                        |
| Thai Premier League 1998        | 22      | 6     | 4   | 12   | 24 | 37 | −13 | 22  | 9th              |                                                        |
| Thailand Division 1 League 1997 | 18      | 12    | 3   | 3    | 35 | 15 | +20 | 39  | Champions        | Promotion to Thai Premier League                       |
| Thai Premier League 1996/97     | 34      | 5     | 9   | 20   | 32 | 54 | −22 | 24  | 17th             | Relegated to Thailand Division 1 League                |

### Thi đấu quốc tế 2004–08
| Mùa giải | Đội 1             | Kết quả | Đội 2              | Địa điểm                                   |
| -------- | ----------------- | ------- | ------------------ | ------------------------------------------ |
| 2004     | Krung Thai Bank   | 0–2     | Dalian Shide       | Thai-Japanese Stadium, Thái Lan            |
| 2004     | PSM Makassar      | 2–3     | Krung Thai Bank    | Mattoangin Stadium, Indonesia              |
| 2004     | Hoang Anh Gia Lai | 0–1     | Krung Thai Bank    | Sân vận động Pleiku, Việt Nam              |
| 2004     | Krung Thai Bank   | 2–2     | Hoang Anh Gia Lai  | Sân vận động Suphachalasai, Thái Lan       |
| 2004     | Dalian Shide      | 3–1     | Krung Thai Bank    | Dalian People's Stadium, China PR          |
| 2004     | Krung Thai Bank   | 1–2     | PSM Makassar       | Thai-Japanese Stadium, Thái Lan            |
| 2005     | Krung Thai Bank   | 2–1     | Pisico Bình Đinh   | N/A                                        |
| 2005     | Krung Thai Bank   | 0–2     | Busan I'Park       | N/A                                        |
| 2005     | Krung Thai Bank   | 2–1     | Persebaya Surabaya | N/A                                        |
| 2005     | Krung Thai Bank   | 0–1     | Pisico Bình Đinh   | N/A                                        |
| 2005     | Krung Thai Bank   | 0–4     | Busan I'Park       | N/A                                        |
| 2005     | Krung Thai Bank   | 1–0     | Persebaya Surabaya | N/A                                        |
| 2008     | Krung Thai Bank   | 1–9     | Kashima Antlers    | Chulalongkorn University Stadium, Thái Lan |
| 2008     | Beijing Guoan     | 4–2     | Krung Thai Bank    | Beijing Fengtai Stadium, China PR          |
| 2008     | Krung Thai Bank   | 9–1     | Nam Định F.C.      | Chulalongkorn University Stadium, Thái Lan |
| 2008     | Nam Định F.C.     | 2–2     | Krung Thai Bank    | Sân vận động Quốc gia Mỹ Đình, Việt Nam    |
| 2008     | Kashima Antlers   | 8–1     | Krung Thai Bank    | Sân vận động bóng đá Kashima, Nhật Bản     |
| 2008     | Krung Thai Bank   | 5–3     | Beijing Guoan      | Sân vận động Rajamangala, Thái Lan         |

## Danh hiệu
Trong nước
- Thai Premier League:
  - Vô địch (2) 2002/03, 2003–04
- Thailand Division 1 League:
  - Vô địch (1) 1997
- Khǒr Royal Cup (Tier 2): (Thai: ถ้วย ข.):
  - Vô địch (1) 1993
- Thai League Cup:
  - Vô địch (1) 1992
- Kor Royal Cup: (Thai: ถ้วย ก.):
  - Vô địch (2) 1989, 1988

## Huấn luyện viên
Huấn luyện viên theo năm (2002/03 – 2008)
| Tên                 | Quốc tịch | Giai đoạn    | Danh hiệu                                                        |
| ------------------- | --------- | ------------ | ---------------------------------------------------------------- |
| Narong Suwannachot  | Thái Lan  | 2002/03      | Thai Premier League 2002/03 Kor Royal Cup                        |
| Worrawoot Dangsamer | Thái Lan  | 2003/04      | Thai Premier League 2003/04 Kor Royal Cup                        |
| Aris Gulsawadpakdee | Thái Lan  | 2004/05-2007 | Thai Premier League 2007(Runner Up) Queen's Cup (Runner Up 2006) |
| Attaphol Buspakom   | Thái Lan  | 2008         |                                                                  |